# R.G. Armstrong
Robert Golden "R.G." Armstrong, Jr., född 7 april 1917 i Birmingham, Alabama, död 27 juli 2012 i Studio City, Kalifornien, var en amerikansk skådespelare.

## Filmografi, urval
- 1959 – Mannen i ormskinnsjackan
- 1962 – De red efter guld
- 1965 – Sierra Charriba
- 1970 – Balladen om Cable Hogue
- 1973 – Pat Garrett och Billy the Kid
- 1973 – Mitt namn är Nobody
- 1973 – Kör hårt McKlusky
- 1977 – Djävulsbilen
- 1978 – Himlen kan vänta
- 1981 – Reds
- 1987 – Rovdjuret